# Консерванты
Консерва́нты  (от лат. conservo — сохраняю) — вещества, затрудняющие жизнедеятельность микроорганизмов и некоторых других живых существ в пищевых продуктах, лекарствах и косметике. Также этот термин используется в отношении веществ, замедляющих окисление органических соединений кислородом. 
Применение консервантов вместе с асептической упаковкой и герметизацией способствует более длительному хранению продуктов и временно предотвращает появление микроорганизмов и веществ, которые образуются в результате разложения, и, следовательно, порчу продуктов.

## История
Консерванты применяются с древних времён с целью продления срока хранения продуктов питания. В древнем мире в качестве консервантов часто использовали поваренную соль, мёд, вино, дым, позже — винный уксус и этиловый спирт. Кроме того, роль относительно эффективных консервантов долгое время выполняли пряности и приправы, а позже — выделенные из них эфирные масла, некоторые смолы, продукты перегонки нефти, креозот. Также консервации подвергали мумии правителей и некоторые реликвии — в этих случаях использовали мёд, воск, нефть, ароматические растения.  
В XIX—XX веке химические консерванты природного и синтетического происхождения получили широкое применение в пищевой и парфюмерно-косметической промышленности. В это время использовали сернистую, салициловую, сорбиновую, бензойную кислоты и их соли. Некоторое время антибиотики рассматривали как перспективные консерванты, но из-за большого количества побочных эффектов такое применение не нашло широкого распространения.
В настоящее время для каждой группы продуктов разработаны специальные сбалансированные смеси консервантов.

## Основные группы консервантов

### Консерванты — пищевые добавки
В качестве пищевых добавок используются консерванты Е200-Е299, однако в некоторых странах применение тех или иных веществ из этого списка может быть ограничено законодательством или указаниями министерства здравоохранения. В качестве консервантов могут быть использованы и вещества, имеющие другую классификацию (эмульгаторы).

### Консерванты для косметики и парфюмерных изделий
- 2-Метил-5-хлоризотиазолинон-3

Как и для пищевых продуктов, используются консерванты Е200-Е299, хотя применение тех или иных веществ из этого списка может быть ограничено. Ежегодно пересматриваются списки разрешённых веществ и их предельно допустимые концентрации. В основном роль консервантов могут выполнять эфирные масла, однако их применение в косметике неуклонно сокращается, так как производители предпочитают использовать легко стандартизируемые и более дешёвые синтетические компоненты (консерванты) веществам природного происхождения. Многие фирмы выпускают специальные композиции под собственными названиями.

### Консерванты и стабилизаторы в фармацевтической промышленности
Для сохранения некоторых композиций в фармации изредка приходится использовать консерванты. Для экстрактов роль консерванта нередко выполняет этанол. К числу наиболее распространённых консервантов для мазей относятся парабены.

### Консерванты для древесины
- Креозот
- Кремнефторид натрия
- Фторид натрия
- Хроматы и бихроматы
- Формальдегид
- Медные и цинковые соли, в том числе соли нафтеновых кислот

### Консерванты кормов в сельском хозяйстве
Для сохранения силоса на зиму используют преимущественно смеси органических кислот, в их состав входят муравьиная, пропионовая и другие кислоты.

### Консерванты для механизмов, технических устройств
В настоящее время для консервации автомобильных двигателей применяются разнообразные композиции многокомпонентного состава.

## Пищевые консерванты и здоровье
Основной проблемой при использовании новых консервантов является определение их оптимальной концентрации. Ряд веществ, используемых в роли консервантов (например, мёд, сахар, соль, спирт), изучен достаточно хорошо; другие же при различной концентрации могут нести как пользу, так и вред (например, спирт, уксус, многие кислоты). Недостаточное количество консервантов может привести к быстрой порче продуктов, но их избыток может отрицательно повлиять на их качество, а в случае продуктов питания — даже на здоровье потребителей.